# 山兜村娘娘庙
山兜村娘娘庙（又名冼太夫人庙），位于中國廣東省茂名市电白区电城镇山兜村，是供奉冼夫人的一座砖木结构庙宇。该庙宇始建于隋朝，曾遭到破坏，后重新修复。庙宇呈四合院结构，面积约730平方米。2002年，山兜村娘娘庙被列为广东省文物保护单位。

## 历史
山兜村娘娘庙，位于茂名市电白区山兜村隋谯国夫人冼氏墓墓前50米，是为纪念冼夫人而建造的。始建于隋唐时期。后因冼夫人玄孙冯君衡获“矫诬”罪而遭到破坏，至宋末元初重建，清代以后均有维修。

## 结构
庙宇坐西向东，院落呈四合院结构，面积约730平方米。整体布局为三进两路式，广三路，深三进，中间面阔三间。总面阔22.4米，中间穿插有檐廊和天井，总进深29.2米。正殿中央供奉有冼夫人像。采用硬山顶、龙船脊、抬梁式梁架结构。头门嵌花岗岩石门夹和一对抱鼓石，二进为拜亭，天井两侧廊庑为三开间，墙体从地面至1米高处是用不规则的石块垒砌，上部为青砖叠砌，其中外墙墙体包含有隋、唐、宋、明、清时代砖石。曾有部分改作小学校舍之用，但整座庙宇原貌仍大体上得到保持，庙内还存有虎头足石香炉、石鼎和六通重建碑刻等文物。

## 保护与开发
中华人民共和国成立后，娘娘庙的北侧被正式确认为隋谯国夫人冼氏墓。2002年7月17日，隋谯国夫人冼氏墓被公布为广东省文物保护单位，而该娘娘庙被归并至同一文物保护单位中。2005年，时值纪念冼太夫人诞辰1482周年，电白县人民政府组织人力重新修缮娘娘庙。2013年，隋谯国夫人冼氏墓被单独列为全国重点文物保护单位。2013年，广东省人民政府批准《广东省文物保护单位隋谯国夫人冼氏墓保护规划》，娘娘庙被列入冼太夫人故里文化旅游区的建设规划范围之中。2015年，娘娘庙作为“冼太文化进校园”的参观点之一而接待了600余名师生参观。